# Герб Йиґевамаа
Герб Йиґевамаа (ест. Jõgevamaa vapp) разом із прапором є офіційним символом Йиґевамаа, одного з повітів Естонії.
Затверджено 10 жовтня 1996 року.

## Опис герба
Щит скошений зліва срібним перев'язом, на якому два сині тонкі хвилясті перев'язи, у верхньому синьому полі золотий трилисник конюшини, у нижньому зеленому — три золоті пшеничні колоски.

## Значення
Трилисник конюшини походить з герба адміністративного центру повіту —  міста Йиґева, колоски підкреслюють сільськогосподарський характер повіту, а хвилясті смуги символізують річку Педья.